# Émile Haumant
Pour les articles homonymes, voir Haumant.
Emile Haumant, né le 17 avril 1859 à Sarrebourg et mort le 11 décembre 1942 à Lyon, est un linguiste, spécialiste en slavistique, historien et professeur honoraire de langue et littérature russe à l'université de Paris.

## Biographie
Émile Haumant fréquente le lycée Louis-le-Grand (où il suit des cours de rhétorique et de philosophie) et obtient un baccalauréat ès lettres en 1878. Il est par la suite élève à l'École des chartes dans la promotion 1883 (mais la quitte avant l'obtention du diplôme d'archiviste paléographe), diplômé de russe à l'École des langues orientales de Paris et agrégé d'histoire en 1886.
Le 20 juin 1894, il soutient ses deux thèses de doctorat ès lettres à la Faculté de Paris. La première, en français, traite de la première guerre du Nord (1655-1660). La deuxième, en latin, pose la question des pertes slaves lors de l'invasion des Hongrois. 
Il est professeur de langue à l'université de Lille de 1891 à 1902, puis professeur à la Faculté des lettres de Paris (Sorbonne), où il sera successivement maître de conférences de langue et littérature russes (1902), professeur-adjoint (1908), et professeur de langue et littérature russes (fondation de l'Université de Paris (1919).
Il contribue à de diverses revues, telles que Revue bleue, le Journal des débats, la Revue de Paris, Le Monde slave, la Revue des études slaves.
Emile Haumant s'intéresse notamment à l'influence française sur la haute société russe et la part de la France dans la formation intellectuelle de la Russie.

## Publications
Ouvrages publié par Emile Haumant.

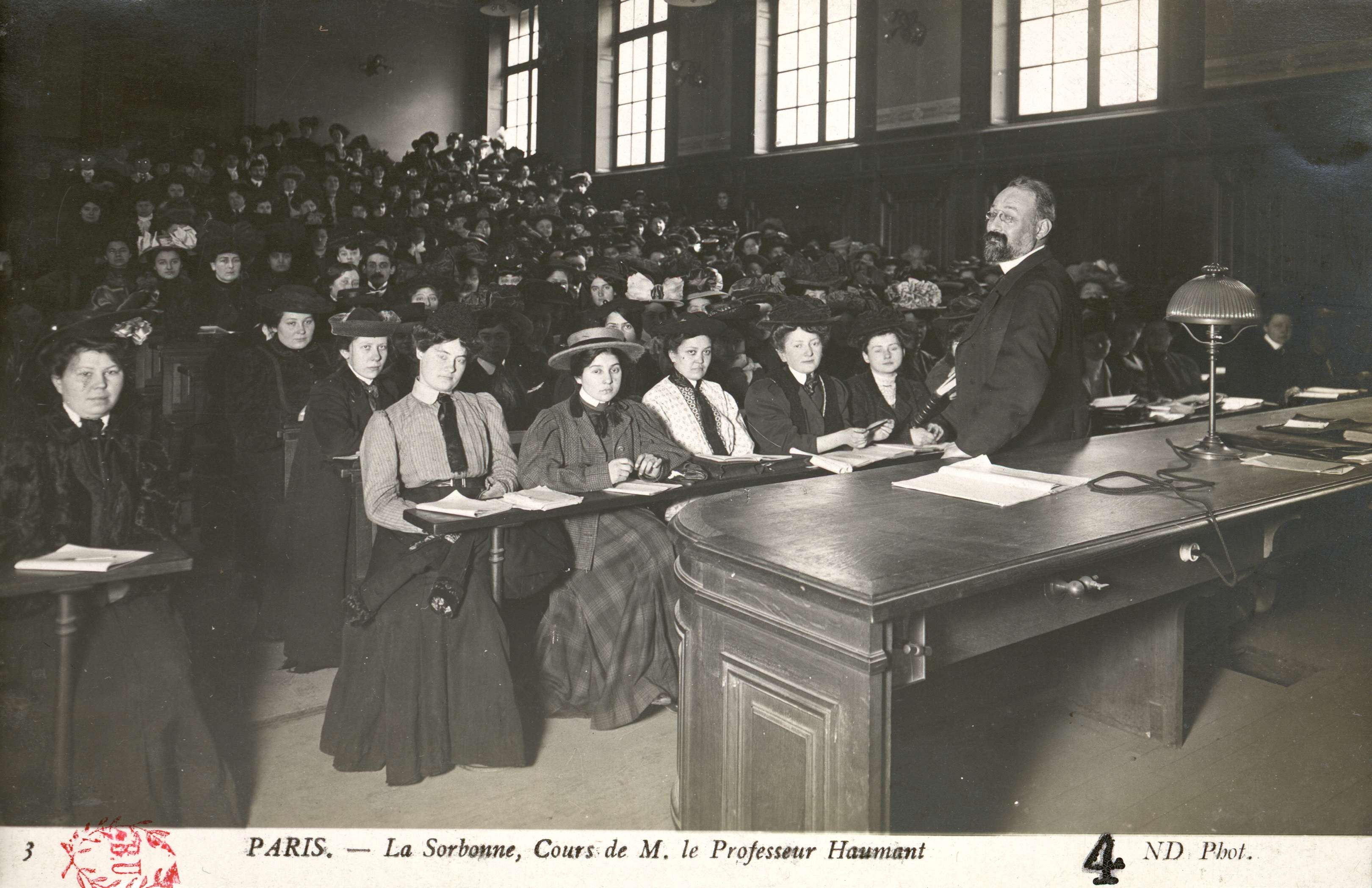
Cours d'Emile Haumant à la Sorbonne dans l'amphithéâtre Descartes (Bibliothèque de la Sorbonne, NuBIS)

- En 1893, La guerre du nord et la paix d'Oliva 1655-1660, Armand Colin et Cie, Paris (lire en ligne)
- En 1904, La Russie au XVIIIe siècle.
- En 1906, Ivan Tourgueniev en soulignant ce que cet homme doit à la culture française. Prix Marcelin Guérin de l’Académie française en 1907.
- En 1910, La Culture française en Russie retraçant l'histoire des relations entre la France et la Russie de 1700 à 1900.
- En 1911, Pouchkine.
- En 1912, Les Français à Raguse.
- En 1919, après la conclusion de la paix, il édite La Yougoslavie, études et souvenirs.
- En 1930, il publiera La formation de la Yougoslavie aux éditions Bossard.

Emile Haumant rédigea également de nombreux articles spécialisés qui furent publiés dans de nombreuses revues historiques et géographiques ainsi que dans les atlas dirigés par Franz Schrader.

## Distinctions

### Décoration
- Chevalier de la Légion d'honneur en 1919.

### Récompenses
- Il est également lauréat de l'Académie française en 1901 et de l'Académie des sciences morales et politiques la même année.